# Italienische Riviera

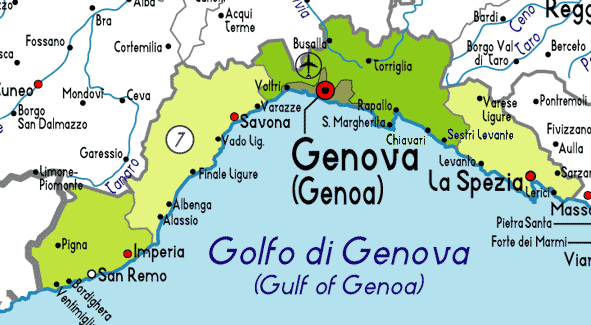
Ligurien und die Italienische Riviera

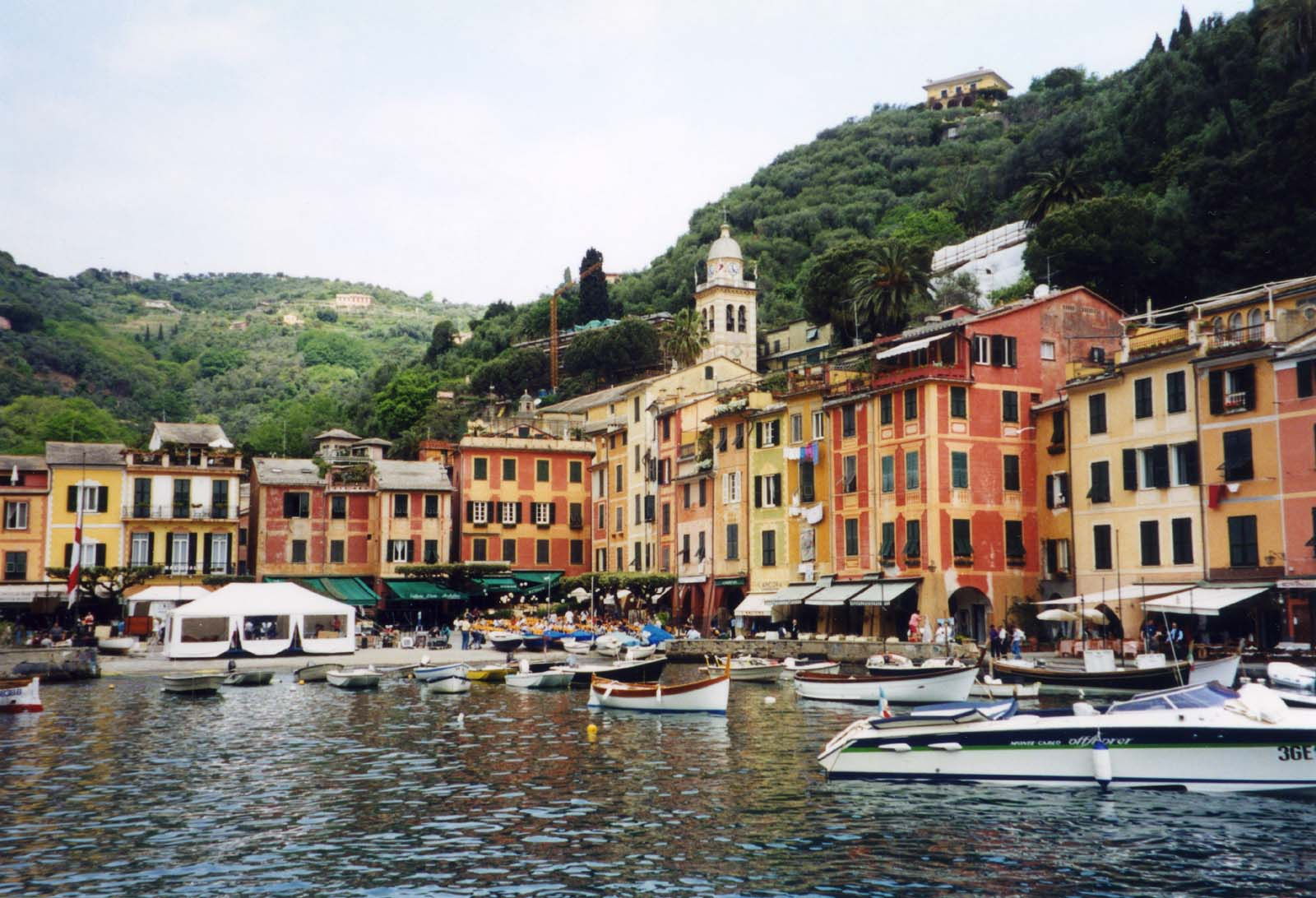
Hafen von Portofino

Italienische Riviera (italienisch Riviera ligure) bezeichnet die Küste der Region Ligurien in Italien. Sie erstreckt sich von der französisch-italienischen Grenze bis in die Ausläufer der Toskana entlang des Golfs von Genua. Der Abschnitt von Genua bis in die Toskana wird als Riviera di Levante, derjenige von Genua bis zur französischen Grenze als Riviera di Ponente bezeichnet. Zusammen mit der Côte d’Azur, der Französischen Riviera, bildet sie die eigentliche Riviera, die für alle anderen Namensvettern Vorbild war.
Die Riviera ist durch das milde Mittelmeerklima zu allen Jahreszeiten bekannt und daher eine geschätzte Urlaubsregion. Bekannte Urlaubsorte der Riviera di Ponente sind Bordighera, Alassio, Diano Marina, Sanremo und Ventimiglia. Bekannte Urlaubsorte der Riviera di Levante sind: Portofino, Santa Margherita Ligure, Sestri Levante, Lerici und die Cinque Terre.
Insbesondere die Abschnitte der Riviera di Ponente in der Gegend um Sanremo werden wegen der charakteristischen Blumenfelder und Blumenmärkte auch als Riviera dei Fiori (Blumenriviera) bezeichnet.